# Guerrier (1753)
Le Guerrier est l'un des nombreux vaisseaux de ligne de 74 canons de la Marine royale française mis en chantier pendant la vague de construction qui sépare la fin de guerre de Succession d'Autriche (1748) du début de la guerre de Sept Ans (1756). Il participe à trois guerres navales : celles de la guerre de Sept Ans, de l'Indépendance américaine, de la Révolution française, au cours de laquelle il est détruit.

## Caractéristiques générales

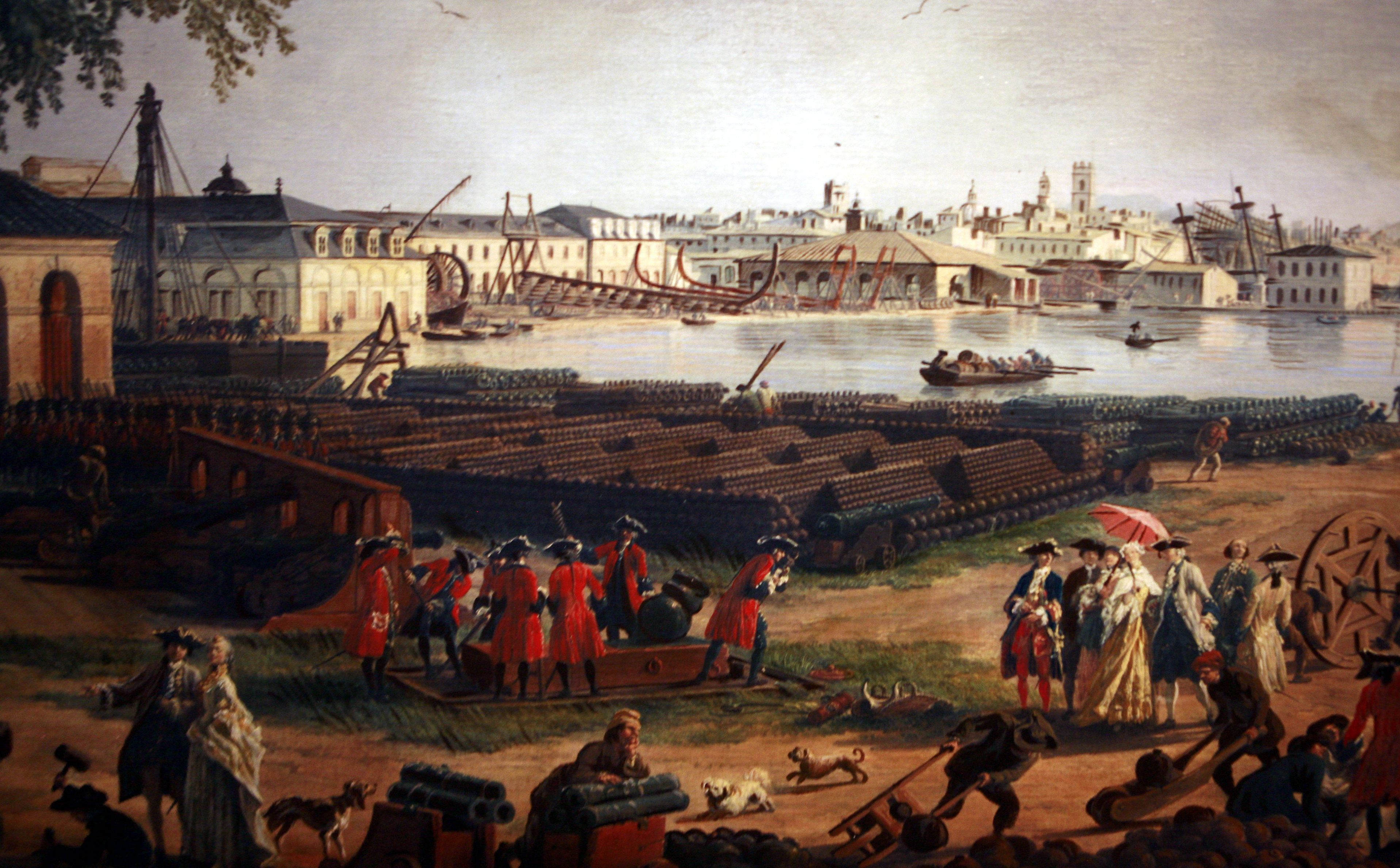
L’arsenal de Toulon au milieu du XVIIIe siècle, à l'époque ou le Guerrier y fut construit.

Le Guerrier est un vaisseau de force de 74 canons lancé selon les normes définies dans les années 1740 par les constructeurs français pour obtenir un bon rapport coût/manœuvrabilité/armement et pouvoir tenir tête à la marine anglaise qui dispose de beaucoup plus de vaisseaux depuis la fin des guerres de Louis XIV. Sans être standardisé, le Guerrier, partage les caractéristiques communes de tous les « 74 canons » construits à des dizaines d’exemplaires jusqu’au début du XIXe siècle et qui évoluent en fonction des progrès techniques de construction de l’époque, et de la volonté des responsables navals d’exploiter au mieux cette catégorie de navire de guerre. 
Comme pour tous les vaisseaux de guerre de l’époque, sa coque est en chêne. Son gréement, (mâts et vergues) est en pin. Il est aussi utilisé de l’orme, du tilleul, du peuplier et du noyer pour les affûts des canons, les sculptures des gaillards et les menuiseries intérieures. Les cordages (80 tonnes) et les voiles (à peu près 2 500 m2) sont en chanvre. Un deuxième jeu de voiles de secours est stocké en soute. Prévu pour pouvoir opérer pendant des semaines très loin de ses bases européennes s’il le faut, ses capacités de transport sont considérables. Il emporte pour trois mois de consommation d’eau, complétée par six mois de vin, auxquels s'ajoutent cinq à six mois de vivres, soit plusieurs dizaines de tonnes de biscuits, farine, légumes secs et frais, viande et poisson salé, fromage, huile, vinaigre, sel, sans compter du bétail sur pied qui est abattu au fur et à mesure de la campagne.
Sur son pont inférieur, sont installés 28 canons de 36 livres (les plus gros calibres en service dans la flotte à cette époque) et 30 canons de 18 livres sur son pont supérieur. En outre, 16 canons de 8 livres sont répartis sur les gaillards. Cette artillerie en fer pèse 215 tonnes. Pour l’approvisionner au combat, le vaisseau embarque près de 6 000 boulets pesant au total 67 tonnes. S’y ajoutent des boulets ramés, chaînés et beaucoup de mitraille (8 tonnes).  La réserve en munitions est aussi constituée de 20 tonnes de poudre noire, stockée sous forme de gargousses ou en vrac dans les profondeurs du vaisseau. En moyenne, chaque canon dispose de 50 à 60 boulets.

## Campagnes

### Guerre de Sept Ans
En 1756, au début de la guerre de Sept Ans, le vaisseau fait partie de l'escadre de La Galissonière chargée de couvrir le débarquement sur Minorque et prend part à la bataille qui s'ensuit avec la flotte anglaise venue secourir l'île. Au cours de ce combat victorieux, il est commandé par Villars de la Brosse. En 1759, il quitte Toulon dans l'escadre de La Clue chargée de rejoindre Brest pour contrer une tentative de débarquement en Angleterre et participe à la désastreuse bataille de Lagos durant laquelle il s'enfuit sans combattre.  

### Guerre d'indépendance américaine
Pendant la guerre d'Amérique, il est placé sous les ordres de Bougainville et intégré aux forces de d'Estaing. Bougainville voit la Méditerranée pour la première fois: dans son journal de bord, il se plaint d'avoir un navire trop ancien avec un équipage novice, composé en grande partie de marins de rivière, et, ne parlant pas le provençal, il a souvent besoin d'un interprète pour se faire comprendre. Le départ de Toulon se fait au tout début de la guerre, en secret pour déjouer l'espionnage anglais: l'escadre sort le 13 avril 1778 et c'est seulement en mer que les capitaines ouvrent leurs instructions et apprennent qu'ils se rendent en Amérique. Entre Hyères et Antibes, ils embarquent Silas Deane, envoyé américain du Congrès continental. L'état sanitaire est médiocre et le vaisseau perd 7 hommes avant d'avoir quitté la Méditerranée. D'Estaing passe beaucoup de temps en mer à commander des manœuvres pour exercer ses forces assez hétéroclites, de sorte qu'un navire marchand anglais, les apercevant dans l'Atlantique, a le temps de donner l'alerte à la flotte de l'amiral Richard Howe qui les attend dans la baie de la Delaware. Le Guerrier prend part à la bataille de Rhode Island en août 1778, puis à la bataille de la Grenade le 6 juillet 1779 ainsi qu'au siège de Savannah en septembre-octobre 1779. Rentré en Europe, il prend part, en juin 1780, à l'une des nombreuses missions d'escorte des bâtiments marchands. En compagnie de trois flûtes, il accompagne un convoi de 60 navires de commerce qui arrivent sans pertes aux Antilles en octobre. Revenu en Méditerranée, il est engagé dans le siège de Minorque (en) en juillet 1781. En octobre 1782, il participe à l'un des derniers engagements navals de la guerre, la bataille du cap Spartel, en tentant d’intercepter une escadre anglaise venant de ravitailler Gibraltar. 

### Guerres de la Révolution

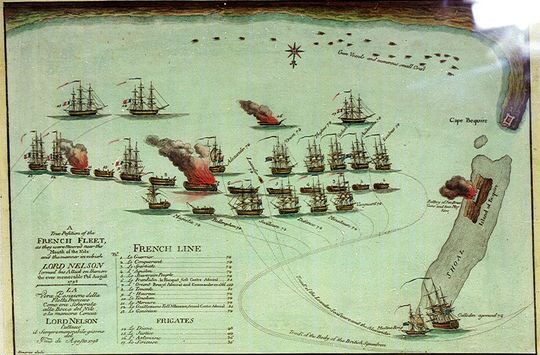
Bataille d'Aboukir (1798) : le Guerrier, en tête de la ligne française (sans voiles, à droite) est pris entre les deux escadres britanniques. Dessin de Robert Dodd (1748-1815).

En 1789, le Guerrier stationne dans l'escadre de Toulon. En 1793, il échappe à la destruction qui frappe de nombreux navires lorsque les Anglais, lors du siège de Toulon, évacuent la ville sous le feu de l'artillerie républicaine. En 1798, le Guerrier est retiré du service depuis deux ans car très ancien. Cependant, du fait de la pénurie de navires pour escorter le transport des troupes, il est incorporé à la flotte d'invasion du général Bonaparte qui part pour la campagne d’Égypte. Cette flotte commandée par le vice-amiral Brueys s'empare de Malte, puis débarque l'armée de Bonaparte à Alexandrie le 1er juillet 1798, avant de stationner dans la rade d'Aboukir, dans l'attente du retour de l'armée débarquée. C'est là qu'elle est débusquée, le 1er août, par Nelson qui passe aussitôt à l'attaque. 
Lors de la bataille d'Aboukir, le Guerrier est le chef de file de la ligne des 13 vaisseaux à l'ancre. Il est donc le premier vaisseau à subir l'attaque de l'escadre de Nelson. Pris en tenaille par les vaisseaux ennemis qui le canonnent à bout portant de façon croisée, avec des défenses affaiblies du fait d'un équipage sous-numéraire (en partie à terre pour ravitailler), dévasté, une grande partie de son équipage hors de combat, il tient plus d'une heure avant d'être contraint d'amener son pavillon. Jugé trop endommagé par les Anglais, ceux-ci préfèrent le brûler sur place[réf. souhaitée].

### Sources et bibliographie
: document utilisé comme source pour la rédaction de cet article.
- Michel Vergé-Franceschi (dir.), Dictionnaire d'Histoire maritime, éditions Robert Laffont, coll. « Bouquins », 2002
- Jean Meyer et Martine Acerra, Histoire de la marine française : des origines à nos jours, Rennes, Ouest-France, 1994, 427 p. [détail de l’édition] (ISBN 2-7373-1129-2, BNF 35734655)
- Martine Acerra et André Zysberg, L'essor des marines de guerre européennes : vers 1680-1790, Paris, SEDES, coll. « Regards sur l'histoire » (no 119), 1997, 298 p. [détail de l’édition] (ISBN 2-7181-9515-0, BNF 36697883)
- Patrick Villiers, La France sur mer : De Louis XIII à Napoléon Ier, Paris, Fayard, coll. « Pluriel », 2015, 286 p. (ISBN 978-2-8185-0437-6).
- Georges Lacour-Gayet, La Marine militaire de la France sous le règne de Louis XV, Honoré Champion éditeur, 1902, édition revue et augmentée en 1910 (lire en ligne)
- Jean-Michel Roche, Dictionnaire des bâtiments de la flotte de guerre française de Colbert à nos jours, t. 1 (1671-1870), 2005 (ISBN 978-2-9525917-0-6, OCLC 165892922)